# 海上災害防止中心
一般財團法人海上災害防止中心（日语：海上災害防止センター，簡稱為MDPC）是根據《海洋汙染等及海上災害防止相關法》（昭和45年法律第136號）第42條之13第1項由海上保安廳長官所指定設立的海上防災機關。

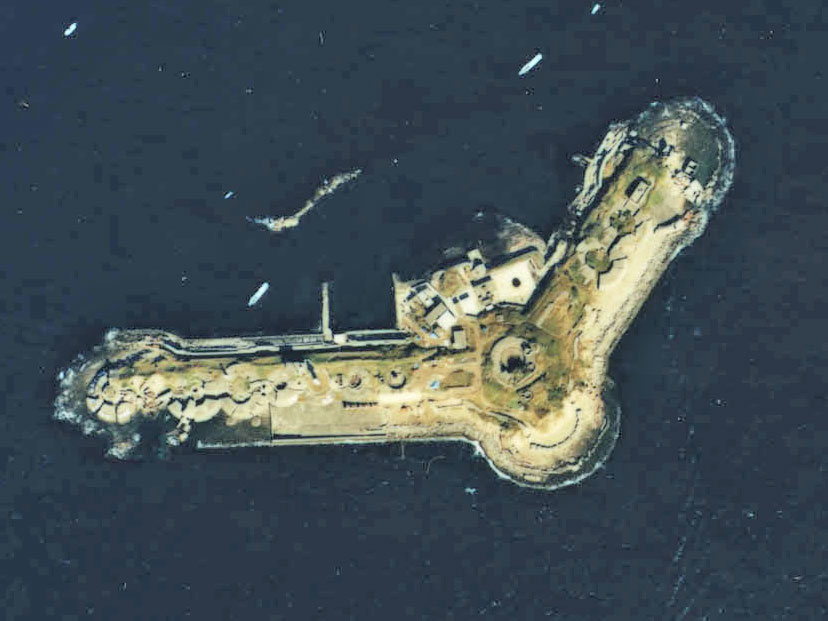
作為消防演習場所的第二海堡（攝於1988年）。

## 概要
海上災害防止中心的主要任務包含執行海難事故發生時的防災措施、進行消防巡邏任務、提供防災用設備、實施海上火災訓練與進行各種調査研究。
- 所在地：神奈川縣横濱市西區港未來町4-4-5橫濱i-MARK PLACE6樓
- 代表：岩男雅之 理事長

此外，海上災害防止中心於橫須賀市設有研修所，並於東京灣設有第二海堡作為消防演習場所之用。

## 歴史
1972年5月　財團法人海上保安協會内成立海上消防委員會，1974年12月時以財團法人海上防災中心的名義獨立。
1976年10月　成為認可法人，更名為海上災害防止中心。
2003年10月　改編為獨立行政法人海上災害防止中心。
2004年　本部遷移至橫濱市。
2013年10月　獨立行政法人海上災害防止中心解散，所有權利義務均由一般財團法人海上災害防止中心繼承。